# Accenture
Accenture plc är ett irländskt-amerikanskt multinationellt företag med verksamhet inom bland annat strategisk rådgivning, konsulttjänster, informationsteknik, digitalisering och optimering av verksamheter.
Företaget har 700 000 anställda och är verksamt i 120 länder.

## Historik
Accenture hette fram till 2001 Andersen Consulting. 1989 blev Andersen Consulting och Arthur Andersen & Co. egna affärsområden inom Andersen Worldwide. Via en skiljedom år 2000 blev Andersen Consulting och Arthur Andersen & Co. två fristående bolag.
År 2013 förvärvade Accenture Fjord, en global designbyrå som är specialiserad på digitala upplevelser och tjänster som engagerar konsumenter över flera plattformar så som smartphones, surfplattor och datorer. 
Under 2015 förvärvade Accenture svenska Brightstep, ett konsultbolag helt inriktat på digital handel. 2018 tillkom den kreativa byrån The World Loves samt CRM-byrån Kaplan. Under 2019 förvärvade Accenture konsultbolaget Northstream. 
Under 2021 förvärvade Accenture IT-konsultbolaget Cygni, samt Sentor, ett konsultbolag inriktat på cybersäkerhet.  

## Accenture i Sverige
Accenture har ett svenskt dotterbolag, Accenture AB med kontor i Stockholm, Göteborg och Malmö.